# ガラナ
ガラナ(ポルトガル語: guaraná - グァラナ、学名：Paullinia cupana) は、ムクロジ科ガラナ属のつる植物。原産地はアマゾン川流域。

## 特徴
果実は小さく丸く、房状に生る。果皮は赤く、熟すると実が弾け、黒い種が現れる。ガラナの種子にはカフェインやタンニンが豊富に含まれており、ここからアルコール抽出したエキスは疲労回復や滋養強壮に用いられる。グアラニー族は種皮をむいて洗った種子を粉にし、練って固形状にしたものを必要に応じてすりおろして湯に溶かし、砂糖で甘みをつけて飲料とする。
ブラジルでは主に飲料として盛んに利用されている。1921年、ブラジルの「アンタルチカ社（現在はAmbev）」が世界で初めてガラナの実の飲料化に成功した。日本では、ガラナを配合したチョコレートが強壮剤の一種として販売されるが、一般的には炭酸飲料であるガラナ飲料が知られる。また近年では、ガムやタブレットに配合されたものが販売されている。ガラナ飲料の人気が高い北海道のコンビニエンスストア・セイコーマートでは、プライベートブランドのガラナ飲料、ガラナサワー(お酒)、ガラナバー(アイスキャンディー)を発売している。目玉にとても似ていると話題になった。

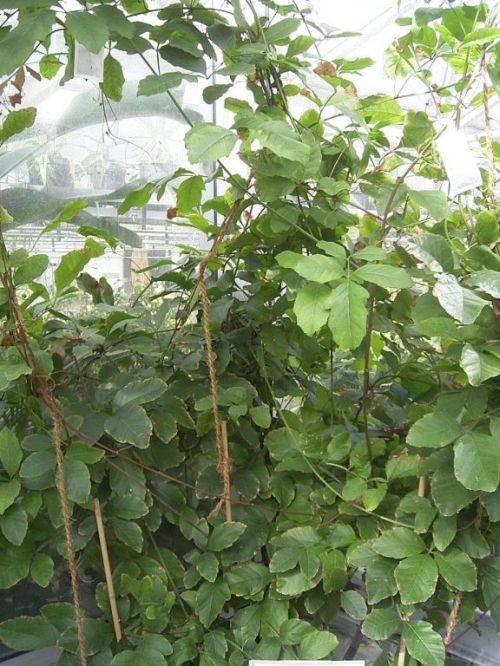
ガラナ
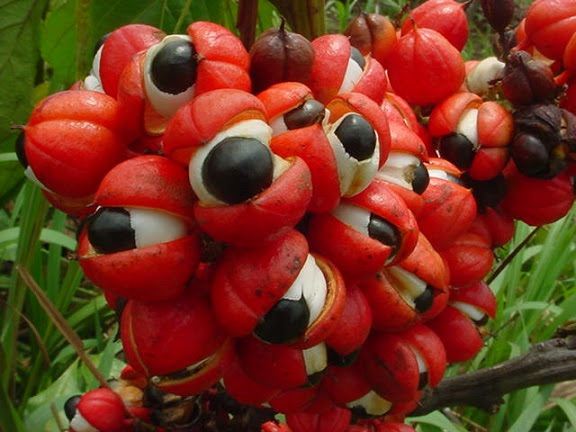
ガラナの実。一部は果皮が裂けて種子が露出している
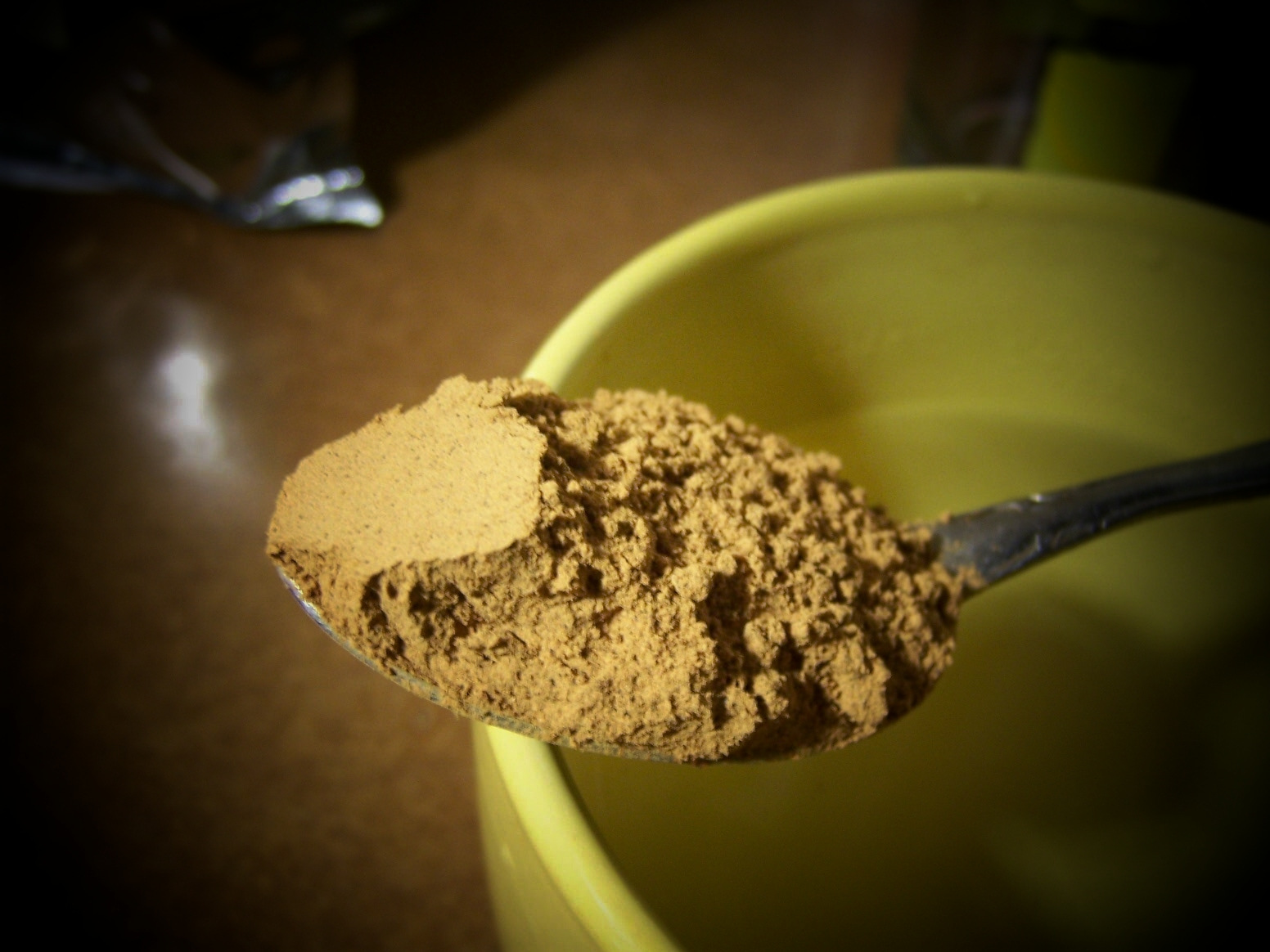
種子の粉末

## 伝説
ブラジルのインディオ・マウエース族の伝説では、ガラナは、魔物に殺された少年の目玉から生じたとされている。
アギリーは明るく元気の良い少年で、毎日森へ行って、籠いっぱいの果物をとっていた。ある日アギリーは村から遠く離れ、森の中で迷ってしまった。夜になり、帰り道も分からないので、アギリーは森の中で眠ることにした。夜の森には魔物ジュルパリがうろついていて、ジュルパリはアギリーに襲いかかった。アギリーが帰ってこないので、心配した村の人々が森へ探しに出かけると、アギリーが死んでいるのを見つけた。善の神トゥパンは、アギリーの目玉を取って大きな枯れ木の根元に埋めるよう命じ、そして「やがて木が生え、すべての果物の粋を集めた実がなるだろう」と告げた。やがてアギリーの目玉から木が生えて、目玉のような実がなった。これがガラナの始まりである。